# Miss Mundo 1964
Miss Mundo 1964 fue la 14.ª edición anual de Miss Mundo, cuya final se celebró en el Lyceum Theatre de Londres, el 12 de noviembre de 1964, transmitido por la BBC. 48 candidatas compitieron por la corona, cuya ganadora fue Ann Sidney de Reino Unido, fue coronada por Miss Mundo 1963, Carole Joan Crawford de Jamaica.

## Resultados
| Resultado final        | Candidata |
| ---------------------- | --- |
| Miss Mundo 1964        | - Reino Unido – Ann Sidney |
| 1.ª Finalista          | - Argentina – Ana María Soria † |
| 2.ª Finalista          | - Taiwán – Linda Lin Su-hsing |
| 3.ª Finalista          | - Brasil – Maria Isabel de Avellar Elias |
| 4.ª Finalista          | - Nueva Zelanda – Lyndal Ursula Cruickshank |
| Top 7                  | - Jamaica – Erica Joanne Cooke - Italia – Mirka Sartori |
| Semifinalista (Top 16) | - Dinamarca – Yvonne Mortensen - Francia – Jacqueline Gayraud - Alemania – Juliane Herm - Grecia – Mary Kouyoumitzou - Liberia – Norma Dorothy Davis - Montserrat – Helen Joseph † - España – María José Ulloa Madronero † - Estados Unidos – Jeanne Marie Quinn - Venezuela – Mercedes Hernández Nieves † |

## Candidatas
42 delegadas concursaron en el certamen.
| País           | Delegada                      |
| -------------- | ----------------------------- |
| Alemania       | Juliane Herm                  |
| Argentina      | Ana María Soria †             |
| Aruba          | Regina Croes                  |
| Austria        | Victoria Lazek                |
| Bélgica        | Danièle Defrère               |
| Brasil         | Maria Isabel de Avellar Elias |
| Canadá         | Mary Lou Farrell              |
| Sri Lanka      | Marina Dellerene Swan         |
| Colombia       | Paulina Vargas Gilede         |
| Corea          | Yoon Mi-hee                   |
| Dinamarca      | Yvonne Mortensen              |
| Ecuador        | María de Lourdes Anda Vallejo |
| España         | María José Ulloa Madronero    |
| Estados Unidos | Jeanne Marie Quinn            |
| Finlandia      | Maila Maria Östring           |
| Francia        | Jacqueline Gayraud            |
| Gibraltar      | Lydia Davis                   |
| Grecia         | Mary Kouyoumitzou             |
| Holanda        | Renske van der Berg           |
| Honduras       | Araceli Cano                  |
| Irlanda        | Mairen Cullen                 |
| Islandia       | Rósa Einarsdóttir             |
| Italia         | Mirka Sartori                 |
| Jamaica        | Erica Joanne Cooke            |
| Japón          | Yoshiko Nakatani              |
| Líbano         | Nana Barakat                  |
| Liberia        | Norma Dorothy Davis           |
| Luxemburgo     | Gabrielle Heyrard             |
| Marruecos      | Leila Gourmala                |
| Montserrat     | Helen Joseph †                |
| Nicaragua      | Sandra Correa                 |
| Nueva Zelanda  | Lyndal Ursula Cruikshank      |
| Perú           | Gladys Reina González         |
| Portugal       | Rolanda Campos                |
| Reino Unido    | Ann Sidney                    |
| Sudáfrica      | Vedra Karamitas †             |
| Suecia         | Agneta Malmgren               |
| Surinam        | Norma Dorothy Tin Chen Fung   |
| Taiwán         | Linda Lin Su-Hsing            |
| Túnez          | Dolly Allouche                |
| Turquía        | Nurlan Coskun                 |
| Uruguay        | Alicia Elena Gómez            |
| Venezuela      | Mercedes Hernández Nieves †   |

### No concretaron su participación
- Bolivia - Sonia Marino Cárdenas (Se encontraba estudiando en París).
- Israel - Ofira Margalit (No participó debido a que ejercía el servicio militar israelí).

## Sobre los países en Miss Mundo 1964

### Debutantes
- Aruba
- Montserrat

### Retiros
- Bolivia
- Chile
- Israel
- Jordania
- Malasia
- Nigeria

### Regresos
- Compitió por última vez en 1958:
  -  Marruecos
- Compitieron por última vez en 1959:
  -  Gibraltar
  -  Honduras
- Compitieron por última vez en 1961:
  -  Líbano
  -  Nicaragua
- Compitieron por última vez en 1962:
  -  Ecuador
  -  Italia
  -  Taiwán
  -  Uruguay

### Crossovers
Miss Universo
| - 1964: Bélgica - Danièle Defrère - 1964: Canadá - Mary Lou Farrell - 1964: Dinamarca - Yvonne Mortensen - 1964: España - María José Ulloa Madronero - 1964: Nueva Zelanda - Lyndal Ursula Cruikshank - 1965: Túnez - Dolly Allouche Miss Internacional - 1962: Bélgica - Danièle Defrère - 1964: Finlandia - Maila Maria Östring (Cuarta finalista) - 1964: Holanda - Renske van der Berg - 1964: Liberia - Norma Dorothy Davis - 1965: Canadá - Mary Lou Farrell - 1965: Islandia - Rósa Einarsdóttir | Miss Europa - 1962: Austria - Dorli Lazek - 1964: Bélgica - Danièle Defrère - 1965: Alemania - Juliane Herm (Ganadora) - 1965: Irlanda - Mairead Cullen - 1966: Islandia - Rósa Einarsdóttir Miss Escandinavia - 1964: Suecia - Agneta Malmgren (Segunda finalista) - 1965: Dinamarca - Yvonne Mortensen Miss Naciones - 1963: Argentina - Ana María Soria (Primera finalista) - 1964: España - María José Ulloa Madronero - 1964: Luxemburgo - Gabrielle Heyard - 1964: Suecia - Agneta Malmgren |